# Praça da Corujeira

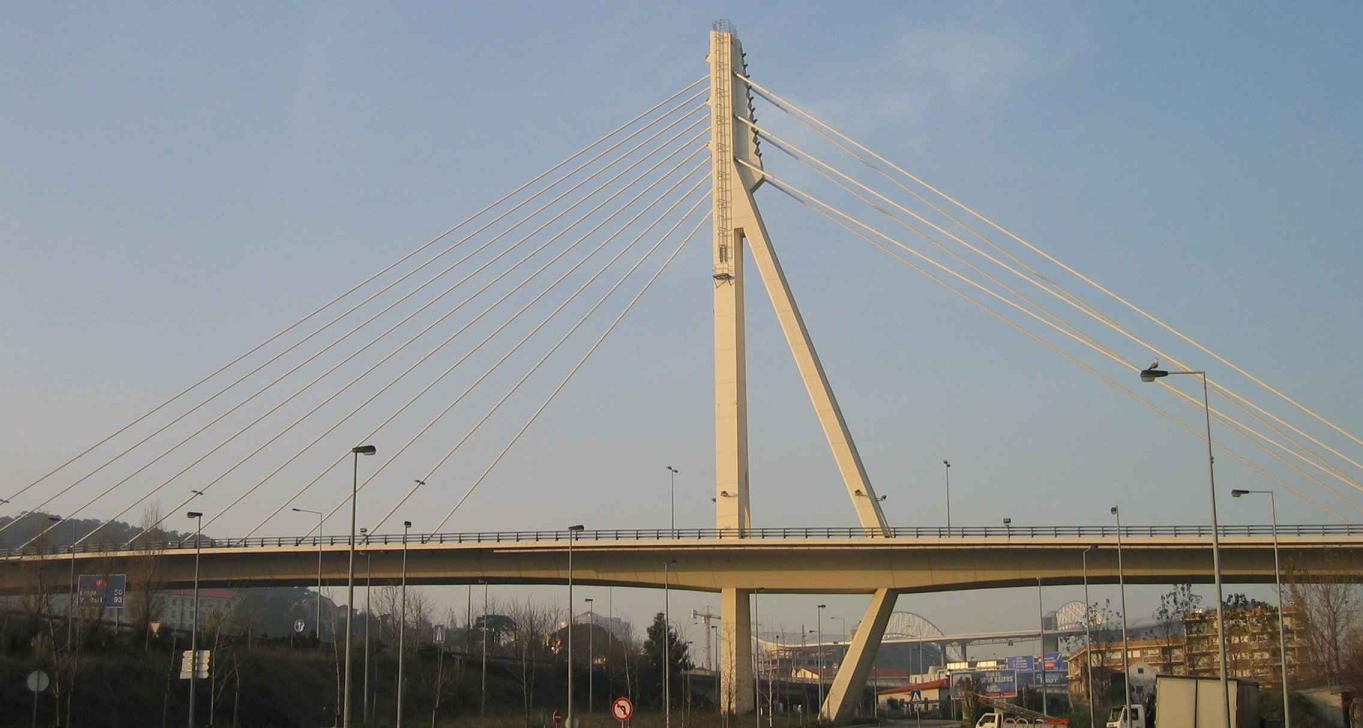
Viaduto da Avenida do 25 de Abril que liga a Praça da Corujeira à das Flores.

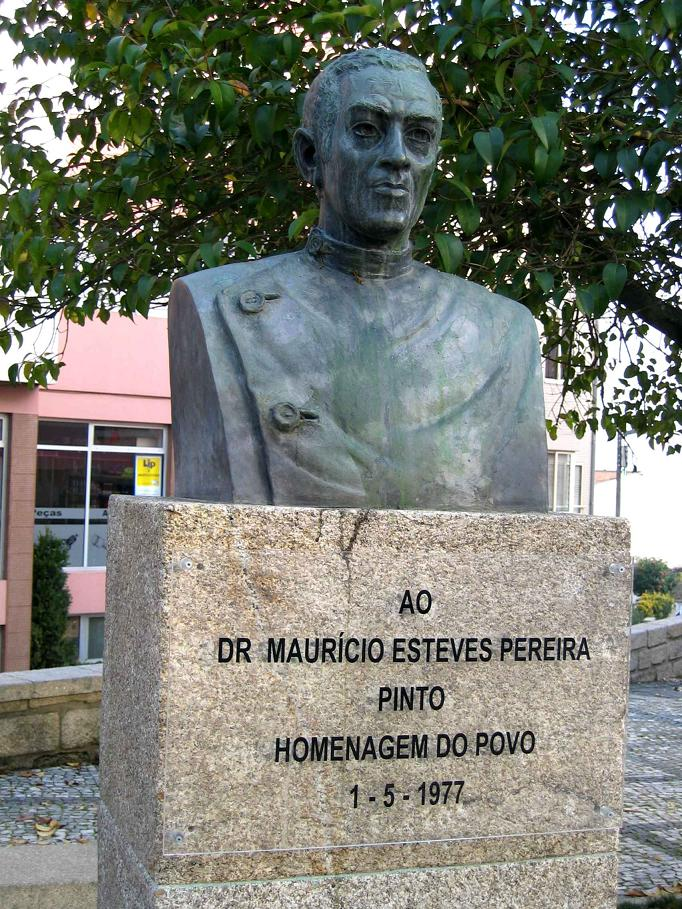
Busto do Dr. Maurício Esteves Pereira Pinto, perto do edifício da Junta de Freguesia de Campanhã.

A Praça da Corujeira localiza-se na freguesia de Campanhã, na cidade do Porto, em Portugal.

## Origem do nome
A praça vai buscar o nome ao lugar em que se insere e alude à criação de corujas. Corujeira ou corujeiro significa, também, povoação mesquinha em lugar fragoso.

## História
A Praça da Corujeira afirma-se como o centro da freguesia de Campanhã e como nó radial de uma multiplicidade de vias de comunicação, localizada nas imediações da Rua de São Roque da Lameira, da Via de Cintura Interna, da Avenida do 25 de Abril e da Estrada da Circunvalação. É o núcleo de um bairro muito populoso da cidade que aparece referido como simples lugar em 1675 e aldeia em 1707.
A Praça da Corujeira é geralmente chamada localmente por "Feira", o que nos remete para a função privilegiada que, durante longo período do século XX, viabilizou: feira/mercado, função a que habitualmente os historiadores da cidade atribuem particular importância, enquanto feira do gado e dos moços (geralmente criados para a lavoura), em mudança assídua de um para outro lugar da cidade.
Entre as décadas de 1920 e 70, a Câmara Municipal do Porto lançou várias missivas no sentido de alterar a situação da praça, para nela nascer um parque infantil e um mercado. Em fins de 1963, surgiu a intervenção dum vereador municipal defendendo a "urbanização da Praça da Corujeira" e, logo de imediato, a Junta de Freguesia de Campanhã apresentou à câmara uma proposta que, para fazer face ao "estado lastimável" em que a praça se encontrava, se construísse nela um "parque infantil, uma instalação sanitária e o já anunciado mercado". Desativando-se a feira, o parque infantil acabou por ser construído em maio de 1976, complementado com um centro social, em 1985.
A praça foi requalificada como jardim municipal — o Jardim da Corujeira — acolhendo frondosos plátanos.

## Pontos de interesse
- Capela de São Roque (na Rua de São Roque da Lameira, próximo da praça)
- Escultura em bronze de homenagem ao Dr. Maurício Esteves Pereira Pinto
- Igreja de Campanhã (na Rua do Falcão, próximo da praça)
- Jardim da Corujeira
- Junta de Freguesia de Campanhã
- Monumento de homenagem ao Gráfico Português

## Acessos
- Estação Estádio do Dragão (400 m para NO)
- Linha: 401 dos STCP.